# Nycteris woodi
Nycteris woodi — вид рукокрилих родини Nycteridae.

## Поширення
Країни проживання: Малаві, Мозамбік, ПАР, Замбія, Зімбабве. Природна історія цього виду не відома, проте, тварини були записані в напівпосушливому савановому рідколіссі, де він лаштує сідала в дуплах дерев (особливо баобабів), пісковикових печерах, тріщинах скель і в деяких будівлях. Може утворювати колонії до кількох десятків особин, але може мешкати й поодинці.

## Загрози та охорона
Можливо, локальними загрозами в частинах ареалу є втрати середовища проживання (зокрема, шляхом перетворення земель для бавовництва), використання пестицидів, порушення місць спочинку. Він був записаний у деяких охоронних районах.